# Roland Kickinger
Roland Kickinger (Vienna, 30 marzo 1968) è un culturista e attore austriaco.

## Biografia
Alto 1,93 m, è apparso in numerose manifestazioni di culturismo e video di fitness. Come attore ha lavorato nella serie televisiva Son of the Beach, parodia del telefilm Baywatch. Nel 2008 recita nel film parodistico Disaster Movie e ottiene il ruolo del prototipo del T-800 in Terminator Salvation, ereditando il ruolo che fu di Arnold Schwarzenegger. Per ironia della sorte, Kickinger aveva interpretato proprio il ruolo di Schwarzenegger nel film TV biografico del 2005 See Arnold Run. Ha ottenuto una parte in un episodio della quarta stagione della serie televisiva Chuck.

## Filmografia parziale

### Cinema
- Disaster Movie, regia di Jason Friedberg e Aaron Seltzer (2008)
- Terminator Salvation, regia di McG (2009)

### Televisione
- Son of the Beach - serie TV, 42 episodi (2000-2002) - Chip Rommel
- The Closer - serie TV, episodio 2x06 (2006)
- La vita secondo Jim - serie TV, episodio 8x12 (2009)
- Chuck - serie TV, episodio 4x06 (2010)

## Doppiatori italiani
Nelle versioni in italiano delle opere in cui ha recitato, Roland Kickinger è stato doppiato da:
- Roberto Draghetti in Son of the Beach
- Massimiliano Plinio in The Closer